# Petar Trifunović

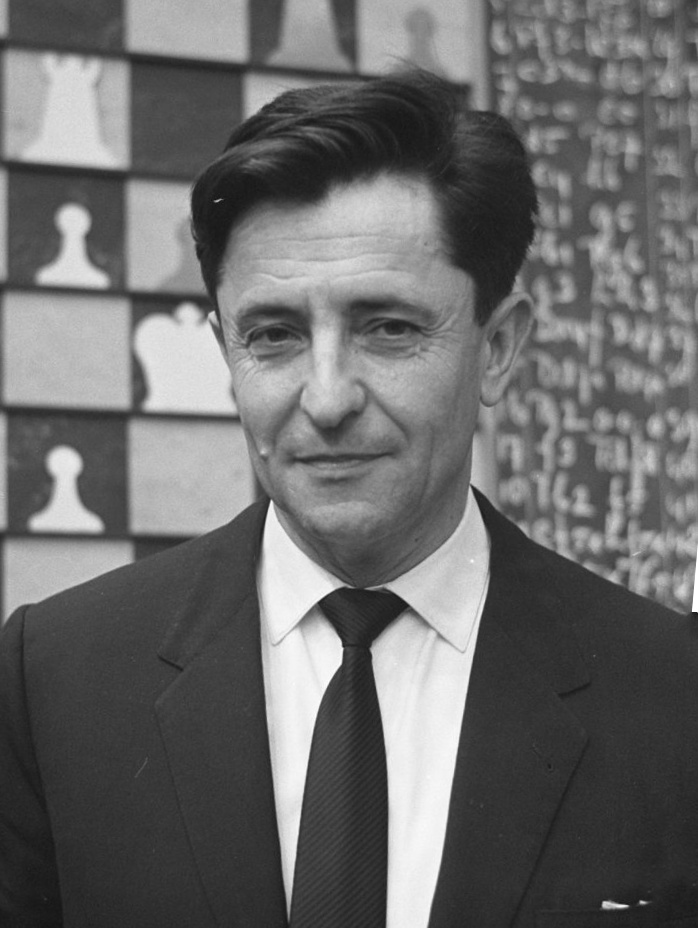
Petar Trifunović, 1962

Petar Trifunović (Dubrovnik, 31 augustus 1910 - Belgrado, 8 december 1980) was een Kroatisch schaker. Petar was een internationaal FIDE grootmeester en hij is vier keer kampioen van Joegoslavië geweest. Hij speelde in veel toernooien mee en was moeilijk te verslaan: partijen die hij niet kon winnen eindigden vaak in een remise.
Trifunović won het Hoogovenstoernooi in Beverwijk in 1962. Tijdens het Daniël Noteboom-toernooi 1965 in Noordwijk eindigde hij als tweede na Michail Botvinnik. Hij speelde ook ettelijke keren mee in de Schaakolympiade met afwisselend succes. Zelfs Miguel Najdorf kon niet makkelijk van hem winnen, in een match tussen beide spelers in 1948 kwamen tien remises voor....
Petar Trifunović heeft een vijftal varianten op zijn naam staan waaronder de Trifunović in de schaakopening Slavisch met de zetten: 1.d4 d5 2.c4 c6 3.cd cd 4.Pc3 Pf6 5.Pf3 Pc6 6.Lf4 Lf5 7.e3 e6 8.Db3 Lb4 (diagram)